# Улица Николая Химушина
У́лица Никола́я Хи́мушина — улица, расположенная в Восточном административном округе города Москвы на территории района Метрогородок.

## История
Улица получила своё название 6 мая 1965 года в память о лётчике-истребителе, Герое Советского Союза Н. Ф. Химушине (1921—1943), сбившем 11 немецких самолётов и погибшем в воздушном бою.

## Расположение
Улица Николая Химушина проходит от Тагильской улицы на северо-восток до Вербной улицы, пересекая Монтажную улицу. На всём своём протяжении улица представляет собой бульвар. Нумерация домов начинается от Тагильской улицы.

## Примечательные здания и сооружения
По нечётной стороне:
- д. 17, к. 3 — клуб «Лицей», мемориальная доска в память о Н. Ф. Химушине (перенесена с д. 13, к. 1).

По чётной стороне:
- д. 2/7 — ОАО «Моспромжелезобетон».

## Транспорт

### Автобус
- 3: от Монтажной улицы до Вербной улицы и обратно.
- 627: от Тагильской улицы до Монтажной улицы и обратно.

### Метро
- Станция метро «Бульвар Рокоссовского» Сокольнической линии и станция МЦК «Бульвар Рокоссовского» — западнее улицы, на Ивантеевской улице.